# Ancylometes
Ancylometes là một chi nhện trong họ Ctenidae.

## Hình ảnh

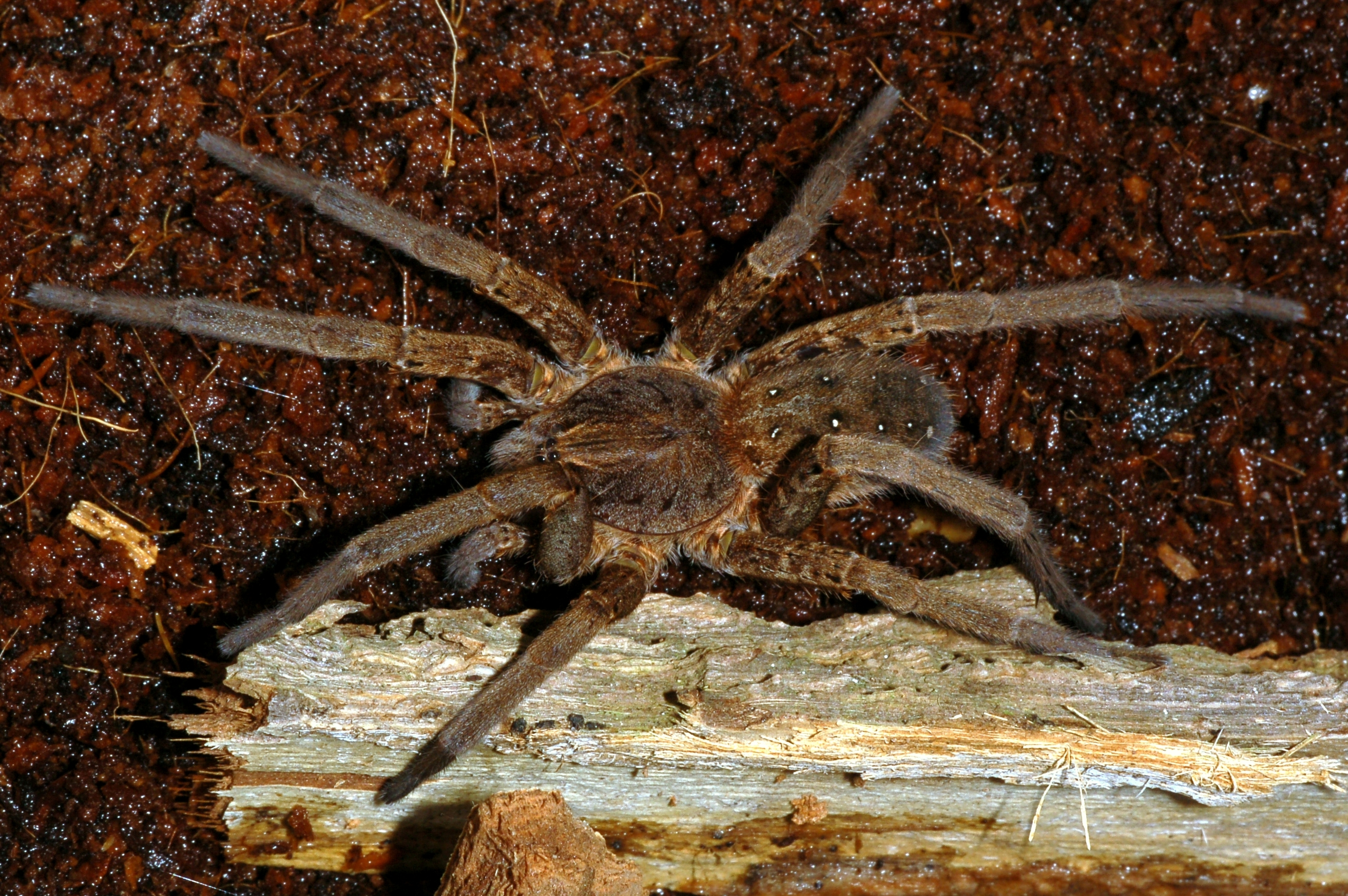